# Takoma Records
Takoma Records was een klein, maar invloedrijk platenlabel, dat in 1959/1960 werd opgericht door John Fahey, Norman Pierce en Ed Denson. Het is vernoemd naar Fahey's geboorteplaats Takoma Park in Maryland, een voorstad van Washington D.C.

## Geschiedenis
Takoma Records begon met een aangepaste persing van 100 exemplaren van John Fahey/Blind Joe Death, een album van Fahey's fingerstyle gitaarspel dat rond 1959 werd uitgebracht. Fahey had geen distributie en verkocht de persing aan vrienden en op muziekfeesten. Een kopie van dit record werd op eBay verkocht voor enkele duizenden dollars.
Fahey verhuisde naar Berkeley (Californië). Hij herontdekte de countrybluesman Bukka White. Met Eugene 'Ed' Denson reed Fahey naar Memphis (Tennessee) en het paar produceerde White's eerste opname in 23 jaar. Het werd uitgebracht in 1963 samen met Fahey's tweede album.
Takoma breidde zich uit met andere gitaristen, zoals Robbie Basho, en andere soorten folkmuziek. De compilatie Contemporary Guitar werd opgenomen in 1966 en bevatte Fahey, Basho, White, Max Ochs en Harry Taussig. Het demonstreerde Fahey's interesse in diverse gitaarstijlen, van plantageblues tot raga. Hoewel Takoma tegelijkertijd het avant-garde album The Psychedelic Saxophone of Charlie Nothing uitbracht, lag de focus op akoestische gitaarmuziek, vooral die van Fahey.
Fahey begon een genre van gitaarmuziek, later bekend als de American primitive guitar, waarin hij traditionele fingerpicking toepaste op neoklassieke composities. Takoma's muzikanten die deze techniek gebruikten, waren Leo Kottke, Peter Lang, Mike Auldridge, Robbie Basho en Max Ochs. Het label produceerde ook platen van new age-pianist George Winston, Mike Bloomfield, elektronische muzikant Joseph Byrd en de bleusmuzikanten Bukka White en Robert Pete Williams.
Toen Denson manager werd van de rockband Country Joe and the Fish, werd Fahey de enige eigenaar van Takoma. Hij verhuisde het label naar Los Angeles, waar hij studeerde voor zijn master aan de UCLA onder D.K. Wilgus. Het album 6- and 12-String Guitar van Leo Kottke was een verrassingshit en de winst financierde een uitbreiding van het label, dat nu een staf had.
In 1970 kwam Jon Monday bij het label als promotiemanager en werd uiteindelijk algemeen directeur. Het label groeide toen radiostations nieuwe publicaties van Fahey en andere Takoma-artiesten speelden. In 1973 werd Charlie Mitchell de president van Takoma. Takoma was een van de oprichters van de National Association of Independent Record Distributors (NAIRD).

## Uitverkoop
In 1979 verkocht Fahey Takoma aan Chrysalis Records, een bedrijf dat eigendom is van Terry Ellis en Chris Wright en dat Blondie, Pat Benatar en Huey Lewis produceerde. Tijdens de Chrysalis-jaren bracht Takoma albums uit van The Fabulous Thunderbirds, Canned Heat en T-Bone Burnett. Jon Monday was algemeen directeur tot 1982, toen Chrysalis de Takoma-catalogus verkocht. Het werd in 1995 gekocht door Fantasy Records. In 2004 werd Fantasy gekocht door de Concord Music Group. Het label Takoma Records wordt nu beheerd door Ace Records.
Het bestverkochte album van Takoma was Kottke's 6- and 12-String Guitar, vaak The Armadillo Album genoemd vanwege de hoesafbeelding. Een ander invloedrijk album was Leo Kottke, Peter Lang & John Fahey uit 1974.
ED Denson was mede-oprichter en beheerder van Kicking Mule Records, waar ook akoestische gitaristen aanwezig waren. In 1995 verliet hij de muziekbusiness en werd strafrechtadvocaat. Robbie Basho overleed in 1986, John Fahey in 2001 en Charlie Nothing overleed op 23 oktober 2007 aan kanker.